# Dierscheid

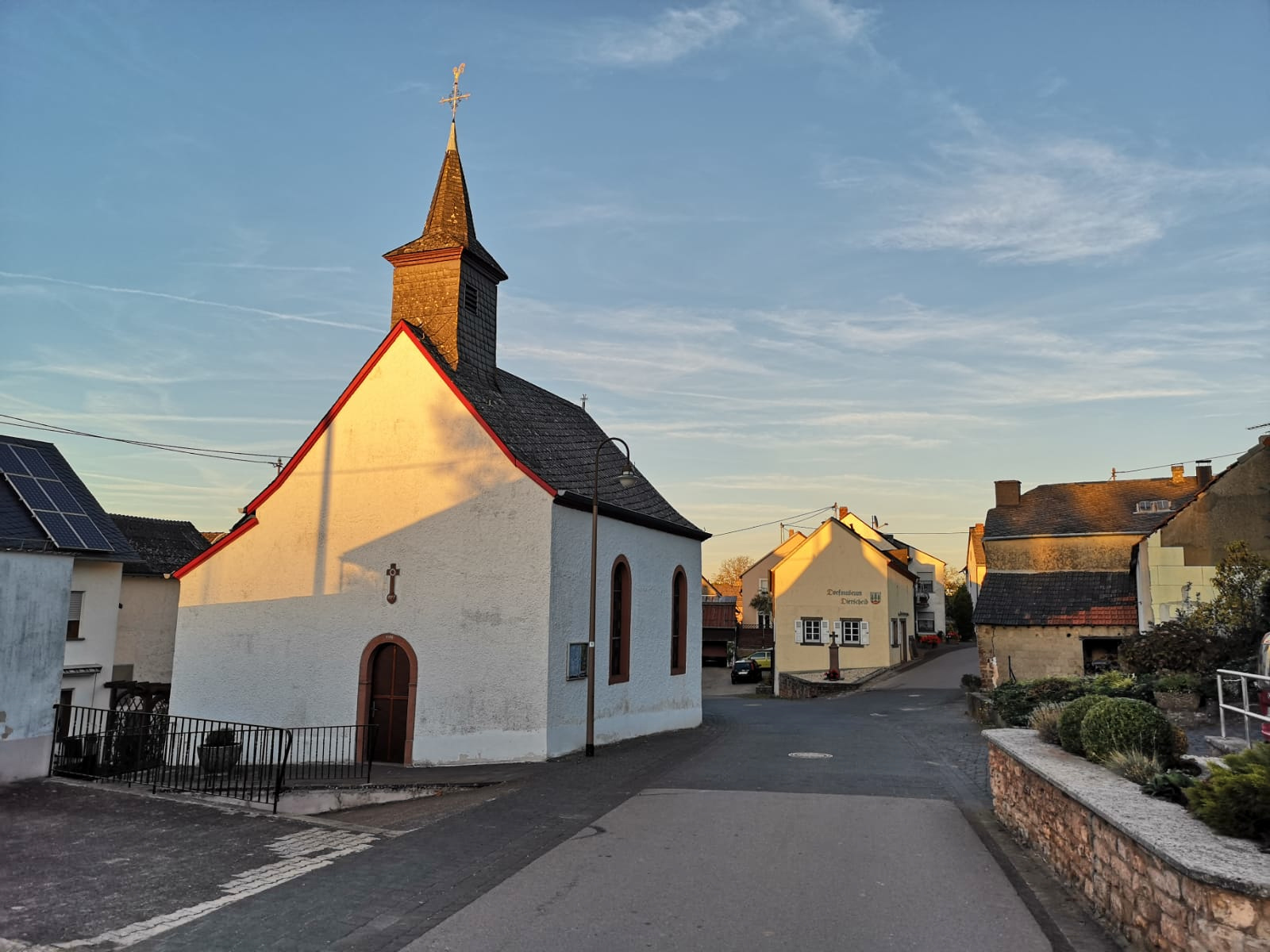
Ortsmitte

Dierscheid im Meulenwald ist eine Ortsgemeinde im Landkreis Bernkastel-Wittlich in Rheinland-Pfalz. Sie gehört der Verbandsgemeinde Wittlich-Land an.

## Geographie
Der Ort liegt südwestlich von Wittlich auf etwa 400 m ü. NHN. Bei Dierscheid liegt der Kellerberg, mit 448 m ü. NHN der höchste Berg in der Verbandsgemeinde Wittlich-Land.

## Geschichte
Von einer frühen Besiedelung zeugen römische Mauerreste. Dementsprechende Funde sind teilweise im Heimatmuseum ausgestellt.
Dierscheid wurde erstmals 1150 in einem Dokument der Abtei Sankt Maximin in Trier erwähnt. Im 13. Jahrhundert hatte der Ort den Namen Dyrseit. Die Herren von Bruch besaßen die Zehntrechte in der Pfarrei Heidweiler, zu der auch der Filialort Dierscheid gehörte. Im Januar 1417 änderte sich der Name in Diescheit. Die Schreibweise für den Namen des Ortes wechselte sehr häufig: Dierscheid, Dierschet, Dischet, Dirscheit, Dierscheydt, Dierscheit, Dyrseit und Derseit.
Dierscheid gehörte zur Herrschaft Bruch, stand also unter Luxemburger Landeshoheit. Ab 1794 stand Dierscheid unter französischer Herrschaft, 1815 wurde der Ort auf dem Wiener Kongress dem Königreich Preußen zugeordnet. Seit 1946 ist er Teil des damals neu gebildeten Landes Rheinland-Pfalz.
Dierscheid war bis in die 1950er Jahre von Landwirtschaft, Holzwirtschaft und Kieselkloppen geprägt. Unter dem Namen Dierscheider Kieselklopper sind die Bewohner auch heute noch bis weit über die Grenzen bekannt.

## Politik

### Bürgermeister
Dirk Laudwein ist seit dem 2. September 2014 Ortsbürgermeister von Dierscheid. Bei der Direktwahlen 2019 und 2024 wurde er jeweils in seinem Amt bestätigt.
Laudweins Vorgänger Peter Zenner hatte das Amt von 2004 bis 2014 ausgeübt.

### Wappen
| Wappen von Dierscheid | Blasonierung: „In Silber auf rotem Dreiberg, darin eine goldene Hirschstange, drei grüne Fichten mit goldenen Zapfen.“ |
| Wappen von Dierscheid | Wappenbegründung: Dieses sogenannte sprechende Wappen gibt Auskunft über den Ortsnamen und die geographische Lage. „Dier“ bedeutet so viel wie Rehwild – darum Fichten und Gehörn. Der Schildfuß symbolisiert die Lage des Ortes auf einer Berghöhe der Voreifel. Die Farben Silber und Rot erinnern an die Zugehörigkeit zum Kurfürstentum Trier. |

## Sehenswürdigkeiten
- Kellerberg als höchste Erhebung der Südeifel
- Dorfarchiv und Heimatmuseum, untergebracht in einer ehemaligen Stellmacherwerkstatt von um 1900
- Laurentiuskapelle von 1796, erbaut auf einer zuvor abgebrannten Kapelle von 1745
- Lernbackofen in der ehemaligen Schule

Siehe auch:
- Liste der Kulturdenkmäler in Dierscheid
- Liste der Naturdenkmale in Dierscheid